# Conon Bridge
Conon Bridge (Schots-Gaelisch: Drochaid Sguideil) is een dorp in de buurt van Dingwall in de Schotse lieutenancy Ross and Cromarty in het raadsgebied Highland.